# SN 2000cu
SN 2000cu – supernowa typu Ia odkryta 12 lipca 2000 roku w galaktyce E525-G04. W momencie odkrycia miała maksymalną jasność 16,20m.